# المركز الصيني لمكافحة الأمراض والوقاية منها
المركز الصيني لمكافحة الأمراض والوقاية منها(سي س يدي سي, اللغة الصينية中国疾病预防控制中心) هي وكالة مستقلة للجنة الوطنية للصحة مقرها في بكين,الصين. وهي تعمل على الحفاظ على الصحة العامة والسلامةعن طريق توفير معلومات لتعزيز القرارات الصحية وتعزيز الصحة من خلال الشراكات مع الإدارات الصحية في المقاطعات والمنظمات الأخرى. ويركز المركز الصيني لمكافحة الأمراض والوقاية منها (سي س يدي سي) على الاهتمام الوطني في تطوير وتطبيق الوقاية من الأمراض والسيطرة عليها (وخاصة الأمراض المعدية) وتطوير الصحة البيئية والسلامة والصحة المهنية وتعزيز الوقاية الصحية عن طريق انشطة التعليم التي صممت لتحسين صحة سكان جمهورية الصين الشعبية.
| المركز الصيني لمكافحة الأمراض والوقاية منها  |
| اللغة الصينية المبسطة 中国疾病预防控制中心   |
| اللغة الصينية التقليدية 中國疾病預防控制中心 |

وقد قدم المدير العام جورج ف.قاو مساهمات في دراسة الانتقال بين العوامل المسببة للأمراض. وقام بتنظيم أول يوم عالمي للأنفلونزا في 1تشرين الثاني 2018 إحياء لذكرى مرور مائة عام على وباء الأنفلونزا في 19-1918. بالإضافة انه كان احتفالا لتفشي مرض الالتهاب الرئوي الحاد الذي استمر 150 عام مما أدى إلى إعطاء الصين الأولوية للاستثمار في نظام الصحة العامة.

## روابط خارجية
·        www.chinacdc.cn
o    www.chinacdc.cn/en/COVID19